# Verrucaria nigrescens
Espèce
Verrucaria nigrescens est une espèce de Lichens de la famille des Verrucariaceae.